# الموت على النيل (فلم 2004)
الموت على النيل (بالإنجليزية: Death on the Nile) هو إحدى حلقات مسلسل أجاثا كريستي بوارو تم إنتاجه في المملكة المتحدة وصدر في سنة 2004. ويستند على رواية من إنشاء وتأليف الكاتبة الإنجليزية أجاثا كريستي.

## بطولة
- ديفيد سيجت بدور هيركيول بوارو
- جيمس فوكس بدور العقيد سباق
- ايما غريفيث مالين بدور جاكلين دي بيليفوورت
- جي جي فيلد بدور سيمون دويل
- إيميلي بلانت بدور ينيت ريدجواي / دويل
- جودي بارفيت بدور الآنسة فان شويلر
- ديزي دونوفان بدور كورنيليا روبسون
- باربرا فلين بدور السيدة أليرتون
- دانيال لابين بدور تيموثي أليرتون
- ديفيد سول بدور أندرو بنينجتون
- فرانسيس دي لا تور بدور سالومي أوتربون
- زوي تيلفورد بدور روزالي أوتربون
- اليستر ماكنزي بدور السيد فيرغسون
- ستيف بيمبرتون بدور الدكتور بيسينر
- فيليسيتيه دو جو بدور لويز بورجيه

## روابط خارجية
- مقالات تستعمل روابط فنية بلا صلة مع ويكي بيانات